# Tahmid Air
Tahmid Air — чартерна авіакомпанія, що базувалася в Алмати, Казахстан. Tahmid Air виконував двічі на місяць чартерну перевезення Атирау в Будапешт літаком Boeing 737—200. У 2008 році виконувались чартерні рейси в ОАЕ (Шарджа) і Таїланд. З 2010 по даний час комерційна діяльність припинена.

## Флот
Флот авіакомпанії Tahmid Air складався з наступних судів (на травень 2008 року):
- 2 Boeing 737—200